# Okręty podwodne typu Upholder
Okręty podwodne typu Upholder - typ brytyjskich okrętów podwodnych o napędzie diesel-elektrycznym. Cztery okręty tego typu służyły w Royal Navy od 1990 do 1993. W 1994 okręty zostały przeniesione do rezerwy w ramach oszczędności.  W 2002 okręty zostały zakupione przez Kanadę, która zalicza je do typu Victoria.  Obecne nazwy okrętów to HMCS „Victoria” (ex HMS „Unseen”), HMCS „Windsor” (ex HMS „Unicorn”), HMCS „Corner Brook” (ex HMS „Ursula”) i HMCS „Chicoutimi” (ex HMS „Upholder”).
W momencie zakupu rząd kanadyjski utrzymywał, że zakup czterech nowoczesnych, choć używanych, okrętów za stosunkowo niską cenę 244 mln funtów był optymalną metodą modernizacji sił podwodnych tj. zastąpienia przestarzałych okrętów typu Oberon. W praktyce jednak odkryto na okrętach szereg problemów, częściowo wynikłych z wieloletniego przechowywania w rezerwie.  Ich korekta prawdopodobnie podwoi pierwotny koszt zakupu okrętów. Kanadyjskie partie opozycyjne domagały się zwrotu tych kosztów przez Wielką Brytanię, ze znikomym skutkiem. 5 października 2005 podczas tranzytu HMCS „Chicoutimi” z Wielkiej Brytanii do Kanady na okręcie wybuchł pożar, w wyniku którego zginął jeden członek załogi, a okręt musiał być odprowadzony do portu przez okręty brytyjskie.
W wyniku wypadku na pewien czas zawieszono rejsy wszystkich czterech okrętów do czasu wyjaśnienia jego przyczyny. HMCS „Chicoutimi” został przywieziony do Kanady przez statek do przewozu ładunków wielkogabarytowych.